# Gnaphosa khovdensis
Gnaphosa khovdensis es una especie de araña araneomorfa del género Gnaphosa, familia Gnaphosidae. Fue descrita científicamente por Marusik, Fomichev & Omelko en 2014.
Habita en Mongolia.